# República Checa en los Juegos Olímpicos de Río de Janeiro 2016
La República Checa estuvo representada en los Juegos Olímpicos de Río de Janeiro 2016 por un total de 105 deportistas que compitieron en 20 deportes. Responsable del equipo olímpico es el Comité Olímpico Checo, así como las federaciones deportivas nacionales de cada deporte con participación.
El portador de la bandera en la ceremonia de apertura fue el yudoca Lukáš Krpálek.

## Medallistas
El equipo olímpico de la República Checa obtuvo las siguientes medallas:
| Nombre                                            | Deporte               | Competición              |
| ------------------------------------------------- | --------------------- | ------------------------ |
| Oro                                               |                       |                          |
| Lukáš Krpálek                                     | Judo                  | –100 kg M                |
| Plata                                             |                       |                          |
| Jaroslav Kulhavý                                  | Ciclismo de montaña   | Campo a través M         |
| Josef Dostál                                      | Piragüismo            | K1 1000 m M              |
| Bronce                                            |                       |                          |
| Barbora Špotáková                                 | Atletismo             | Jabalina F               |
| Daniel Havel Lukáš Trefil Josef Dostál Jan Štěrba | Piragüismo            | K4 1000 m M              |
| Jiří Prskavec                                     | Piragüismo en eslalon | K1 M                     |
| Ondřej Synek                                      | Remo                  | Scull individual (M1X) M |
| Petra Kvitová                                     | Tenis                 | Individual F             |
| Lucie Šafářová Barbora Strýcová                   | Tenis                 | Dobles F                 |
| Lucie Hradecká Radek Štěpánek                     | Tenis                 | Dobles mixto             |